# المحدادة (بعدان)

تعديل مصدري - تعديل

المحدادة محلة تابعة لقرية السبل، التابعة لعزلة الحيث بمديرية بعدان إحدى مديريات محافظة إب في الجمهورية اليمنية، بلغ تعداد سكانها 34 حسب تعداد اليمن لعام 2004.